# Mauri Vansevenant
Mauri Vansevenant (Ostenda, 1º giugno 1999) è un ciclista su strada belga, professionista dal luglio 2020, che corre per la Soudal Quick-Step. È figlio di Wim Vansevenant, ex ciclista professionista.

## Palmarès
- 2017 (Juniores)

3ª tappa Ster van Zuid-Limburg (Jeuk > Borlo)
- 2019 (EFC-L&R-Vulsteke)

3ª tappa Tour du Piémont Pyrénéen
Classifica generale Tour du Piémont Pyrénéen
Classifica generale Giro della Valle d'Aosta
- 2021 (Deceuninck-Quick Step, una vittoria)

Gran Premio Industria e Artigianato
- 2023 (Soudal Quick-Step, una vittoria)

5ª tappa Tour of Oman (Rosport) > Jabal Akhḍar (Green Mountain)
- 2024 (Soudal Quick-Step, una vittoria)

3ª tappa Giro del Lussemburgo (Rosport > Diekirch)

### Altri successi
- 2018 (EFC-L&R-Vulsteke)

2ª tappa Tour du Piémont Pyrénéen (cronosquadre)
Classifica giovani Giro della Valle d'Aosta
- 2019 (EFC-L&R-Vulsteke)

Classifica giovani Giro della Valle d'Aosta
- 2020 (Deceuninck-Quick Step)

1ª tappa, 1ª semitappa Settimana Internazionale di Coppi e Bartali (Gatteo a Mare > Gatteo, cronosquadre)

## Piazzamenti

### Grandi Giri
- Giro d'Italia

2022: 30º
2024: 30º
- Vuelta a España

2021: 101º
2024: 49º

### Classiche monumento
- Liegi-Bastogne-Liegi

2020: 91º
2021: 80º
2022: 22º
2024: 6º
2025: 35º
- Giro di Lombardia

2022: 20º
2023: 31º
2024: 56º

### Competizioni mondiali
- Giochi olimpici

Tokyo 2020 - In linea: 77º